# 풍나무
풍나무(楓-, 학명: Liquidambar formosana 리퀴담바르 포르모사나[*])는 동아시아 및 동남아시아에 서식하는 알팅기아과의 나무이다.

## 특징
풍나무는 야생에서 30~40m까지 자라나는 갈잎큰키나무(落葉喬木)이다.
잎은 폭 10~15cm에, 단풍나무속과 비슷하게 3개~5개로 나눠지는 장상엽의 형태를 띤다. 잎은 가을에 매혹적인 붉은색으로 변한다. 잎은 어긋나기로 자라며, 잎의 거치가 톱니처럼 난, 단순한 장상맥이다.
뿌리는 사방으로 뻗어져 있으며 가지는 대개 코르크 돌기로 덮여있다.
꽃은 양성화이다. 하지만 같은 식물에서만 모든 꽃을 발견할 수 있다.(암수한그루) 수꽃은 미상꽃차례가 있으며, 암꽃은 촘촘하고 둥근 두상꽃차례를 형성하고, 열매는 오래 남는 암술대(花柱)들 때문에 꺼끌꺼끌한 씨앗처럼 된다.

## 분포 및 서식지
풍나무는 온대 기후 지대의 삼림에서 대부분 생육한다. 생육하는데 수분이 많은 흙이 필요하며 그늘진 곳 없이 볕이 잘 드는 데에서 자란다. 대만, 대한민국, 라오스, 베트남, 중국 중부, 남중국, 홍콩에 서식한다.

## 쓰임새

### 의료
풍나무는 의료적인 면에서 여러 쓰임새가 있다. 잎과 뿌리는 암의 성장을 막는 용도로 쓰인다. 나무껍질은 설사와 피부병을 치료하는 데 쓰인다. 열매는 관절염, 요통, 부종, 핍뇨 및 모유 생산 저하와 각종 피부병의 치료에 쓰인다. 나뭇진은 출혈 종기, 여드름, 치통, 결핵 등에 쓰인다. 나무 줄기는 방향수지 생산하는데 쓰인다. 이 나뭇진의 추출물은 혈액 순환을 촉진하고 통증을 완화하는 데 사용된다.

### 기타 쓰임새
풍나무는 재배는 드물지만 원산지에서는 나무를 이용해 차상자를 만들고 잎은 누에의 먹이로 쓴다.

## 사진첩

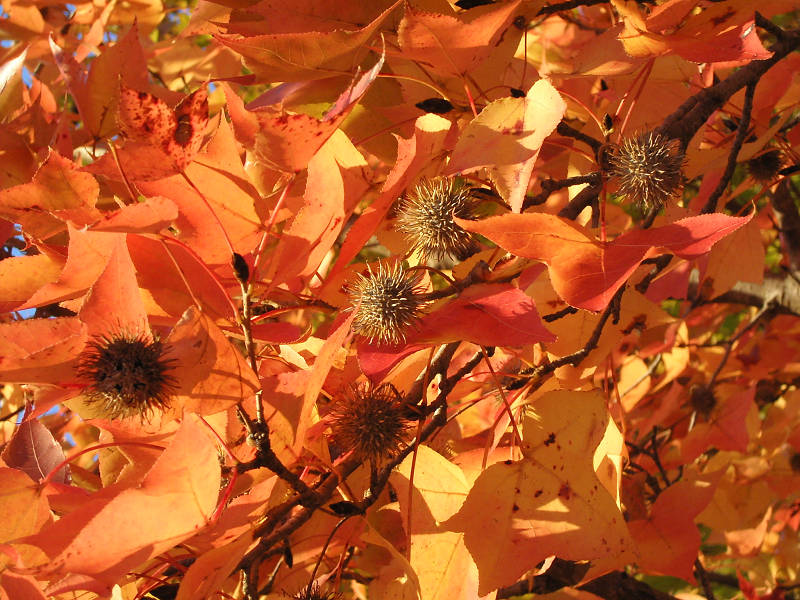
가을 잎과 씨앗 꼬투리
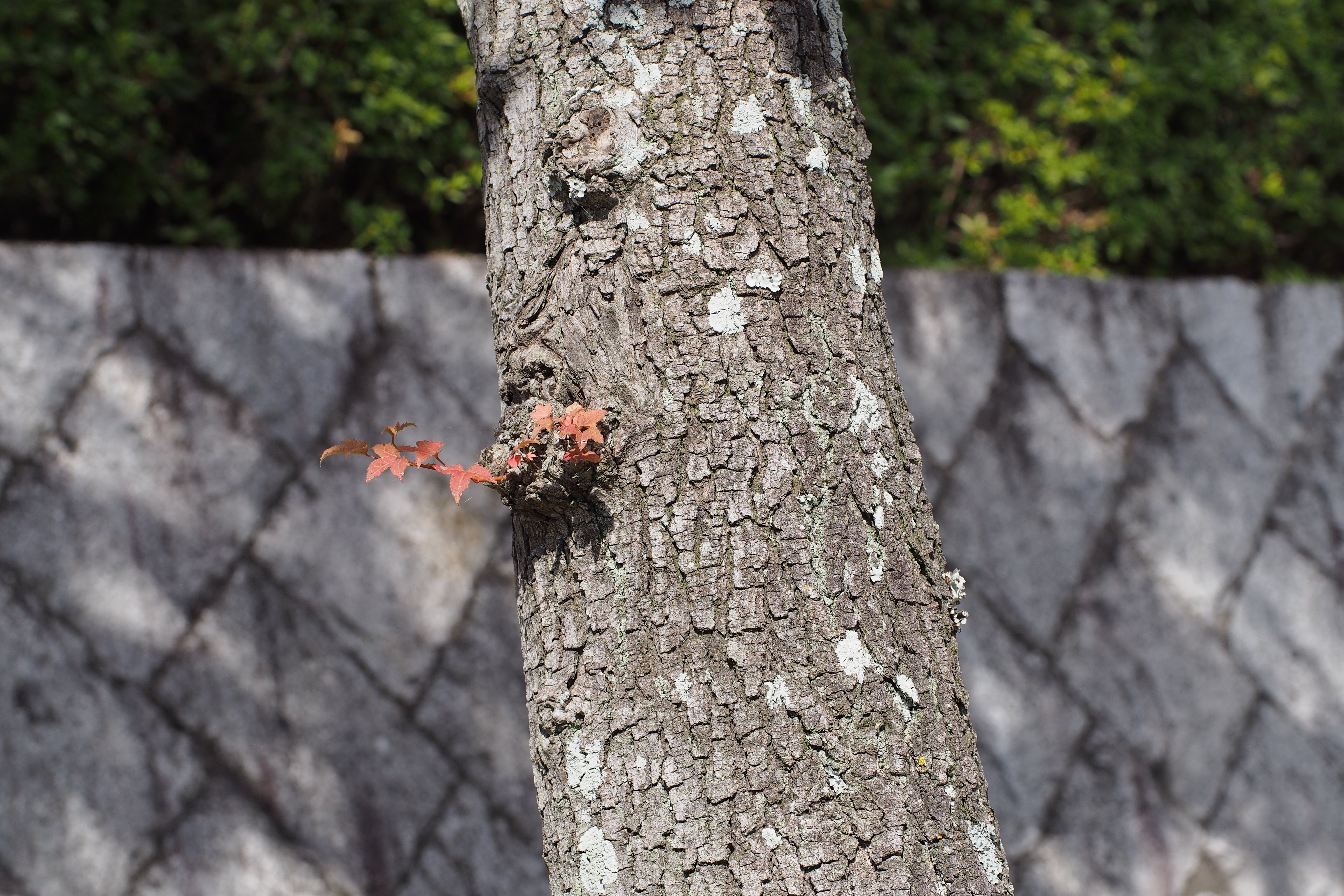
나무껍질 세부모습
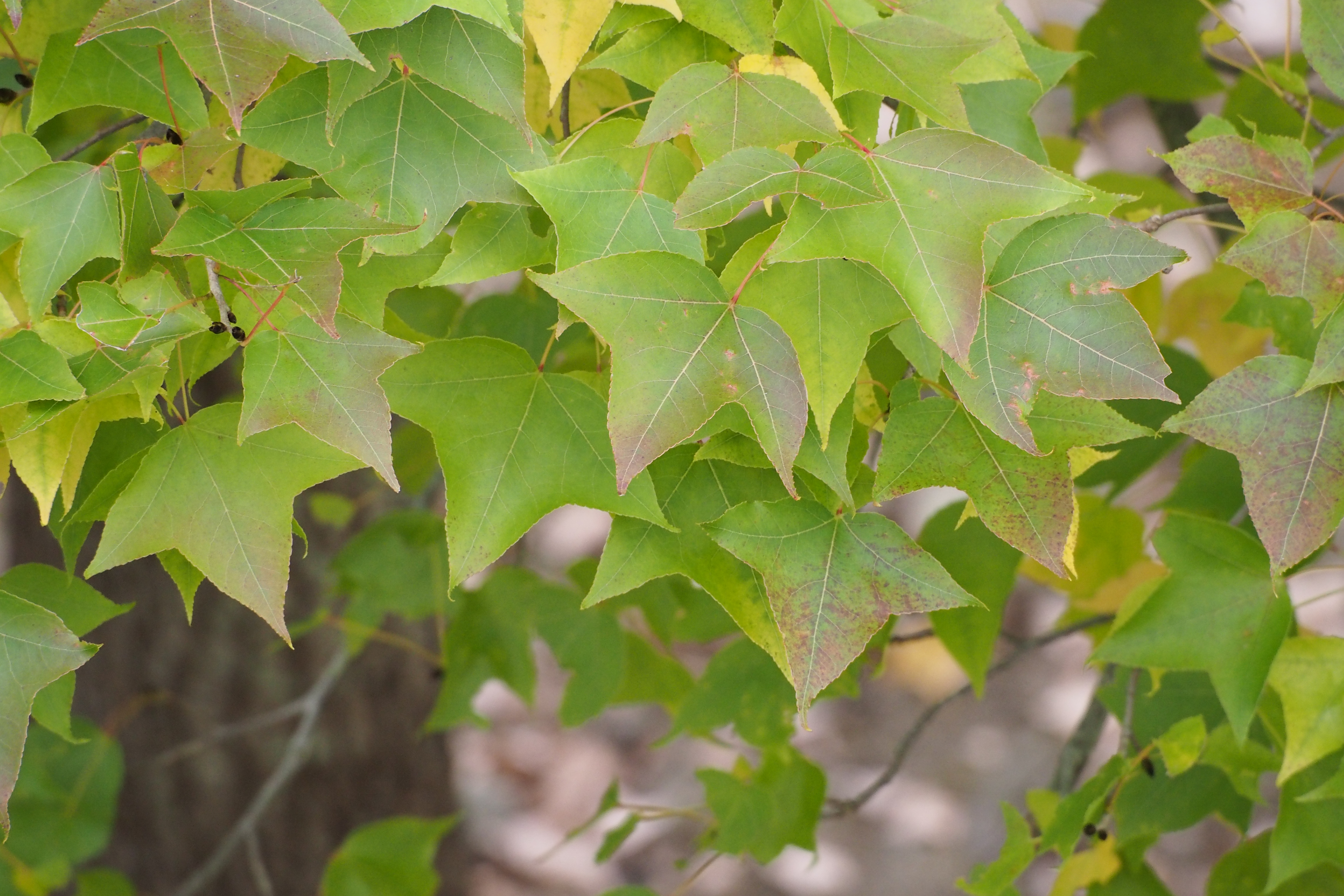
잎
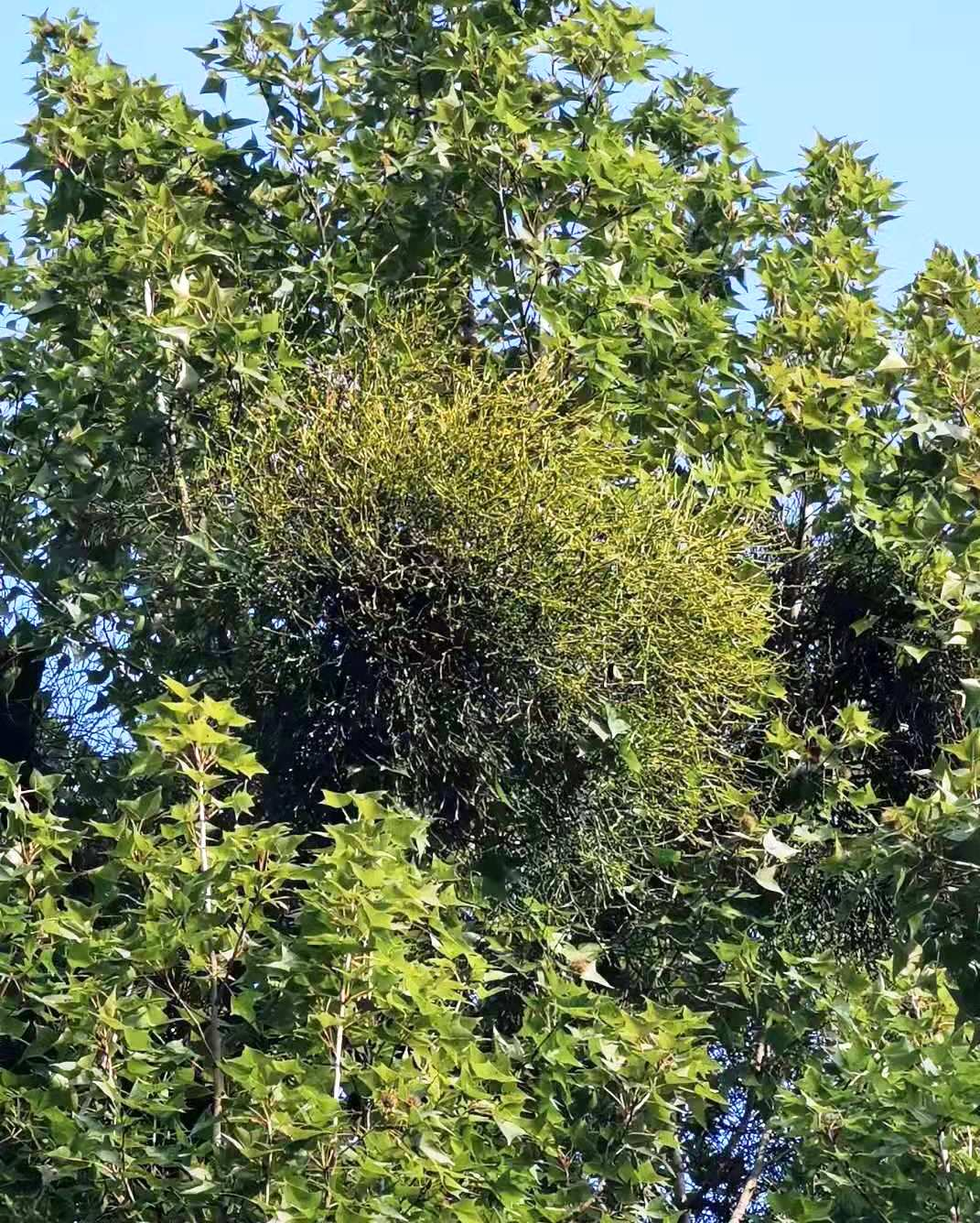
대만